# Skee församling
Skee församling var en församling i Göteborgs stift och i Strömstads kommun. Församlingen uppgick 2006 i Skee-Tjärnö församling.

## Administrativ historik
Församlingen har medeltida ursprung. Tidigt införlivades Rällens församling. Omkring 1670 utbröts Strömstads församling. Församlingen var mellan 1952 och 1 september 1966 uppdelad i två kyrkobokföringsdistrikt: Skee kbfd (143701) och Krokstrands kbfd (143702).
Församlingen var till 2006 moderförsamling i pastoratet Skee och Tjärnö som från 1811 till 1 maj 1922 även omfattade Strömstads församling.  Församlingen uppgick 2006 i Skee-Tjärnö församling.

## Kyrkobyggnader
- Skee kyrka

### Fotnoter
1. ↑  Nationell Arkivdatabas Referenskod: SE/148602000, läst: 29 september 2018.[källa från Wikidata]
2. ↑  ”Förteckning (Sveriges församlingar genom tiderna)”. Skatteverket. 1989. http://www.skatteverket.se/privat/folkbokforing/omfolkbokforing/folkbokforingigaridag/sverigesforsamlingargenomtiderna/forteckning.4.18e1b10334ebe8bc80003999.html. Läst 17 december 2013.
3. ↑  ”Församlingar”. Statistiska centralbyrån. https://www.scb.se/hitta-statistik/regional-statistik-och-kartor/regionala-indelningar/forsamlingar/. Läst 30 december 2022.